# کله (بورکینافاسو)
کله شهری در شهرستان تانسیلا در استان بانوا در بورکینافاسوی غربی است و جمعیت آن ۱٬۳۴۳ نفر است.